# Ульрих I (граф Остфрисланда)
Ульрих I ( нем. Ulrich I, в.-фриз. Ulrik Sirksena;  ок. 1408, Норден, Восточная Фризия — 25—26 сентября 1466, Эмден, графство Остфрисланд) — граф Остфрисланда с 1464 по 1466 год; представитель дома Кирксена.

## Биография
Ульрих происходил из семьи вождей Гретзиля. Его отец, Энно Эдцардисна был членом рода Аттена и, после смерти брата по имени Харо, правил Норденом, был вождём Гретзиля и владельцем местного замка. Вторым браком Энно сочетался на Геле, дочери Аффо Бенинге, правителя Пильзума и Манслагта и Тиадеки Сиарцы из Берума. За второй женой Энно получил хорошее приданое от рода Кирксена. После смерти Людворда Кирксены из Берума, единственного сына Гелы от её первого брака, в середине 1530-х годов без потомков, Гела и ее племянница Фраува Кирксена стали единственными наследницами рода Кирксена из Берума. Энно воспользовался этой возможностью и женил на Фрауве своего сына от первого брака Эдцарда, сводного брата Ульриха. Кроме того, Эдцард и Энно приняли фамилию и герб своих жен, чтобы подчеркнуть преемственность.
Когда во второй половине XIV века — первой четверти XV века восточно-фризский вождь Кенесна том Брок, нарушив принципы фризской свободы, провозгласил себя правителем всей Восточной Фризии, Энно выступил против этого в союзе с Фокко Укеной. Победив в 1427 году в битве на Диких полях, им удалось свергнуть том Броков.
Ульрих родился в Нордене около 1408 года. Возможно его детство прошло в Нордене и Манслагте (или Ларрельте) и, после смерти дяди по отцовской линии Харро, в родовом замке в Гретзиле.
С отцом и старшим сводным братом Эдцардом, в 1430 году Ульрих впервые упоминается в источниках, как государственный деятель. Их род присоединился к восточно-фризским общинам, входившим в «Свободный союз семи восточнофризских земель». Деятельность союза была направлена против Фокко Укены, который, после свержения том Броков, пытался захватить власть над всей Восточной Фризией. Чтобы победить его, «Свободный союз семи восточно-фризских земель» объединился с ганзейским городом Гамбургом, который хотел покончить с виталийскими братьями, имевшими контакты с восточно-фризскими вождями. В 1433 году Гамбург захватил город Эмден и одержал окончательную победу над Фокко Укеной в Нордене. Для борьбы с пиратством, Гамбург остался в Восточной Фризии и оккупировал Эмден, а также замок Стикхаузен и крепость Леэрорт. За это время род Кирксена укрепил свое положение и начал расширять своё влияния в Остфрисланде. Таким образом, им и их ближайшим союзникам постепенно удалось получить контроль над сельскими общинами Восточной Фризии; те предпочли подчиниться местному роду Кирксена, чем иностранцам. В 1439 году ганзейский город Гамбург также передал оккупированные им ранее территории в Восточной Фризии братьям Ульриху и Эдцарду на хранение.
Когда Эдцард и Фраува умерли от чумы в 1441 году не оставив потомков, Ульрих унаследовал Берум и также принял фамилию Кирксена, которая пользовалась большим уважением среди восточных фризов. С 1444 он называл себя правителем всего Остфрисланда. Ульрих попытался установить новое законодательство. В 1442 году, чтобы обеспечить поддержку Эмдену, который всё ещё находился под правлением Гамбурга, он помог принять им Конституцию. Кроме того, Ульрих укрепил местный замок и снёс гамбургские пограничные укрепления недалеко от Детерна при поддержке жителей земли Ленген. В итоге он вступил в конфликт с ганзейским городом, который с 1447 года, с разрешения Ульриха, снова управлял своими владениями в Восточной Фризии. Шесть лет спустя Ульрих, при поддержке других вождей, сумел окончательно выгнать Гамбург из Восточной Фризии. Впоследствии, род Кирксена обеспечил себе правление над всем регионом.
1 октября 1464 года Ульрих, после активных действий со своей стороны, был провозглашён императором Фридрихом III наследственным имперским графом. 23 декабря 1464 года состоялось официальное основание имперского графства Остфрисланд в храме францисканского монастыря в Фалдерне. Он и его племянник Зибет Аттена были посвящены в рыцари. Однако Ульриху пришлось заплатить значительную сумму императорской канцелярии.
Ульрих I умер 25 или 26 сентября 1466 года в своем замке в Эмдене. 27 сентября того же года он был похоронен в монастыре Мариенталь в Нордене. После того, как в 1531 году этот монастырь был разрушен, в 1548 году, останки графа были перенесены в Великую церковь в Эмдене. В 1948 году оставшаяся часть костей была перенесена из Великой церкви, разрушенной Второй мировой войной, в усыпальницу князей Остфрисланда, построенной в 1875—1876 году на кладбище в Аурихе.

### Браки и потомство
Ульрих был женат дважды. Его первой женой была Фолка, наследница вождя Вибета из Эзенса. В 1440 году через неё к дому Кирксена отошёл феод Эзенс. Она умерла в 1452 году. В 1453 году Ульрих сочетался браком с Тедой Укена, дочерью Уко Фоккены из Ольдерзума и внучкой Фокко Укены, влиятельного правителя Лера, которая также принесла с собой значительное приданое. В семье Теды Укены и Ульриха I Восточно-Фрисландского родились шестеро детей — три сына и три дочери.
- Геба (18.11.1457 — 1476), принцесса Остфрисландская, в 1475 году вышла замуж за Эрика I[нем.] (1420 — 24/25.03.1492), графа Шаумбург-Пиннеберга;
- Гела (1458 — 1497);
- Энно (01.06.1460 — 19.02.1491), граф Остфрисланда под именем Энно I;
- Эдцард (15.02.1462 — 14.02.1528), граф Остфрисланда под именем Эдцарда I Великого, в 1497 году женился на Елизавете Ритбергской (ум. 1512), дочери Иоганна I[нем.], графа Ритберга;
- Уко (1463 — 28.06.1507), принц Остфрисландский;
- Альмут (1465 — 1522/1523), принцесса Остфрисландская, вышла замуж за Энгельманна фон Хорстелла.